# Guido Hinterseer
Guido Hinterseer (* 7. Mai 1964 in Kitzbühel) ist ein ehemaliger österreichischer Skirennläufer. Er startete von 1981 bis 1988 im Skiweltcup und wurde dreimal österreichischer Meister.

## Biografie
Guido Hinterseer kam durch seinen erfolgreichen Vater Ernst ebenso wie seine beiden älteren Brüder Hansi und Ernst jun. schon früh zum Skisport. Der Absolvent des Skigymnasiums Stams feierte seine ersten internationalen Erfolge bei den Junioren-Europa- bzw. Weltmeisterschaften von 1980 bis 1982. In Madonna di Campiglio wurde er 1980 hinter seinem Bruder Ernst Zweiter im Riesenslalom, ein Jahr später feierte er im jugoslawischen Skigebiet Stari vrh bei Škofja Loka Siege im Riesenslalom und in der Kombination. Bei den Juniorenweltmeisterschaften 1982 im französischen Auron konnte er alle Bewerbe auf dem Podest beenden und gewann damit überlegen die Kombination. Im selben Jahr wurde er auch Österreichischer Juniorenmeister im Slalom und Riesenslalom.
Im Weltcup debütierte Hinterseer bereits am 26. Jänner 1981 im Riesenslalom am Chuenisbärgli in Adelboden. Seine ersten Punkte erreichte er gut ein Jahr später am 24. März 1982 mit dem elften Platz im Riesenslalom von San Sicario, im folgenden Winter kam er zweimal unter die besten 15. In der Saison 1983/84 fand Hinterseer Anschluss an die erweiterte Weltspitze und platzierte sich insgesamt neunmal unter den Top Ten. Bestes Resultat dabei war der vierte Platz in der Kombination von Kitzbühel, welches auch sein bestes Weltcupergebnis überhaupt blieb, sowie zwei fünfte Plätze im Super-G von Madonna di Campiglio und im Riesenslalom von Kirchberg. Trotz dieser guten Ergebnisse kam er bei den Olympischen Winterspielen 1984 in Sarajevo nicht zum Einsatz.
Zu Beginn der Saison 1984/85 erreichte er im Super-G von Madonna di Campiglio wieder den fünften Platz, fiel dann aber verletzungsbedingt zurück und verpasste auch die Weltmeisterschaften in Bormio. Zu Saisonende gewann er die Österreichischen Meisterschaften im Riesenslalom und in der Kombination. Aufgrund einer weiteren Verletzung kam Hinterseer in der gesamten Saison 1985/86 zu keinen guten Resultaten und erreichte nur im letzten Rennen die Punkteränge. Auch die Saison 1986/87 begann wenig erfolgreich, weshalb er auch an den Weltmeisterschaften in Crans-Montana nicht teilnehmen konnte. Erst im März erreichte er mit den sechsten Plätzen in den Super-Gs von Aspen und Calgary seine ersten Top-Ten-Plätze seit über zwei Jahren.
Die Saison 1987/88 verlief erneut schlecht, nur im letzten Riesenslalom fuhr er in die Punkteränge. Deshalb wurde der 24-Jährige, trotz des Gewinnes der österreichischen Super-G-Meisterschaft 1988, vom Österreichischen Skiverband nach der Saison aus dem Kader entlassen. Hinterseer beendete daraufhin seine aktive Karriere.
Sein Sohn Lukas (* 1991) ist österreichischer Fußballnationalspieler, sein Sohn Nicolas (* 1995) ist ebenfalls Fußballer.

## Erfolge

### Juniorenweltmeisterschaften
- Auron 1982: 1. Kombination, 2. Riesenslalom, 3. Abfahrt, 3. Slalom

### Junioreneuropameisterschaften
- Madonna di Campiglio 1980: 2. Riesenslalom
- Škofja Loka 1981: 1. Kombination, 1. Riesenslalom, 8. Slalom, ?. Abfahrt

### Weltcup
- Saison 1983/84: 7. Kombinationswertung, 10. Riesenslalomwertung
- Saison 1986/87: 10. Super-G-Wertung
- Vier Platzierungen unter den besten fünf

### Europacup
- Saison 1986/87: 4. Super-G-Wertung
- Zwei Siege, weitere zwei Podestplätze

### Österreichische Meisterschaften
- Dreifacher österreichischer Meister (Riesenslalom und Kombination 1985, Super-G 1988)
- Zweifacher Österreichischer Juniorenmeister (Slalom und Riesenslalom 1982)